# 那那-布卢库
那那-布卢库是达荷美神话中雌雄同体的创造神。后代为孪生子马武和利扎。那那-布卢库委托孪生子完成创世，并授权他们管理世界，但马武（于夜间）和利扎（于白天）要向他报告世界上发生的一切。

## 流行文化
机动战士GUNDAM SEED C.E.73 STARGAZER第三集中，地球联合军的宇宙战舰就叫那那-布卢库号。